# Providence County
Providence County är ett county i delstaten Rhode Island, USA. Providence är ett av fem countyn i staten och ligger i den norra delen av Rhode Island. Den största staden i countyt är Providence. År 2010 hade Providence County 626 667 invånare.

## Geografi
Enligt United States Census Bureau har countyt en total area på 1 129 km². 1 070 km² av den arean är land och 60 km² är vatten. 

### Angränsandede countyn
- Norfolk County, Massachusetts - nordöst
- Bristol County, Massachusetts - öst
- Bristol County, Rhode Island - sydöst
- Kent County, Rhode Island - syd
- Windham County, Connecticut - väst
- Worcester County, Massachusetts - nordväst